# Szczurek (skała)

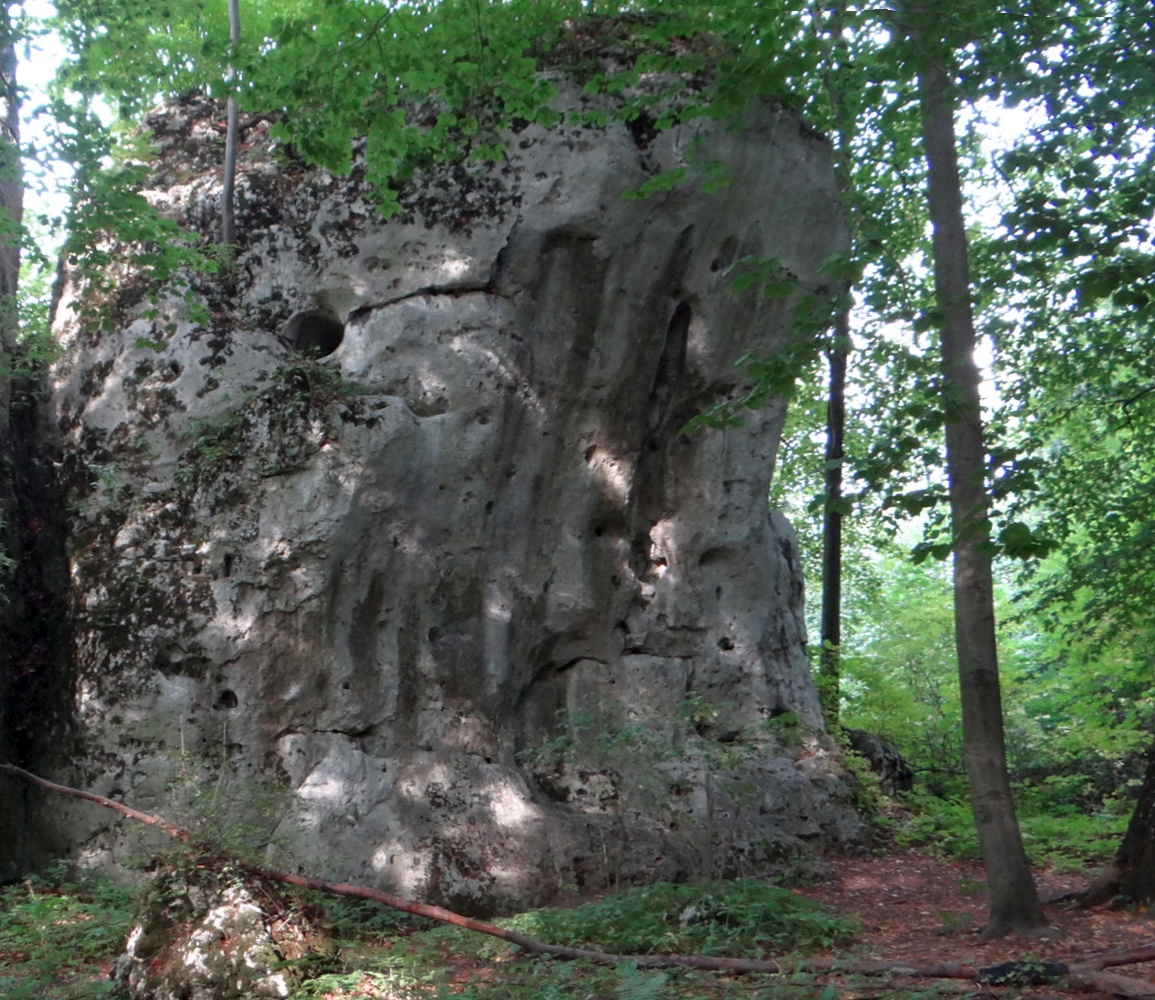

Szczurek – skała w Parku Jurajskim w województwie śląskim, w powiecie zawierciańskim, w gminie Pilica. Pod względem geograficznym znajduje się na Wyżynie Ryczowskiej, będącej częścią Wyżyny Częstochowskiej w obrębie Wyżyny Krakowsko-Częstochowskiej. 
Szczurek znajduje się w lesie po lewej stronie drogi ze Smolenia do Złożeńca. Sąsiaduje ze skałą Oczko, zwaną też 7 Projektów. Szczurek to zbudowana ze skalistego wapienia skała o wysokości do 12 m, z licznymi skalnymi dziuplami. Jej południowo-zachodnia, pionowa lub przewieszona ściana jest obiektem wspinaczki skalnej. Do grudnia 2019 roku wspinacze poprowadzili na niej 4 drogi wspinaczkowe o trudności od VI.2 do VI.4+ w skali polskiej. Większość ma zamontowane stałe punkty asekuracyjne: ringi (r), spity (s) i ringi zjazdowe (rz).

## Drogi wspinaczkowe
1. Oddech szczura VI.2, 3r + rz, 12 m
2. Warunki brzegowe VI.2+, 4r + rz, 12 m
3. Bezwarunkowa deratyzacja VI.4+, 4r + rz, 12 m
4. Punkty osobliwe VI.3+, 2r + 2s + rz, 12 m[1].

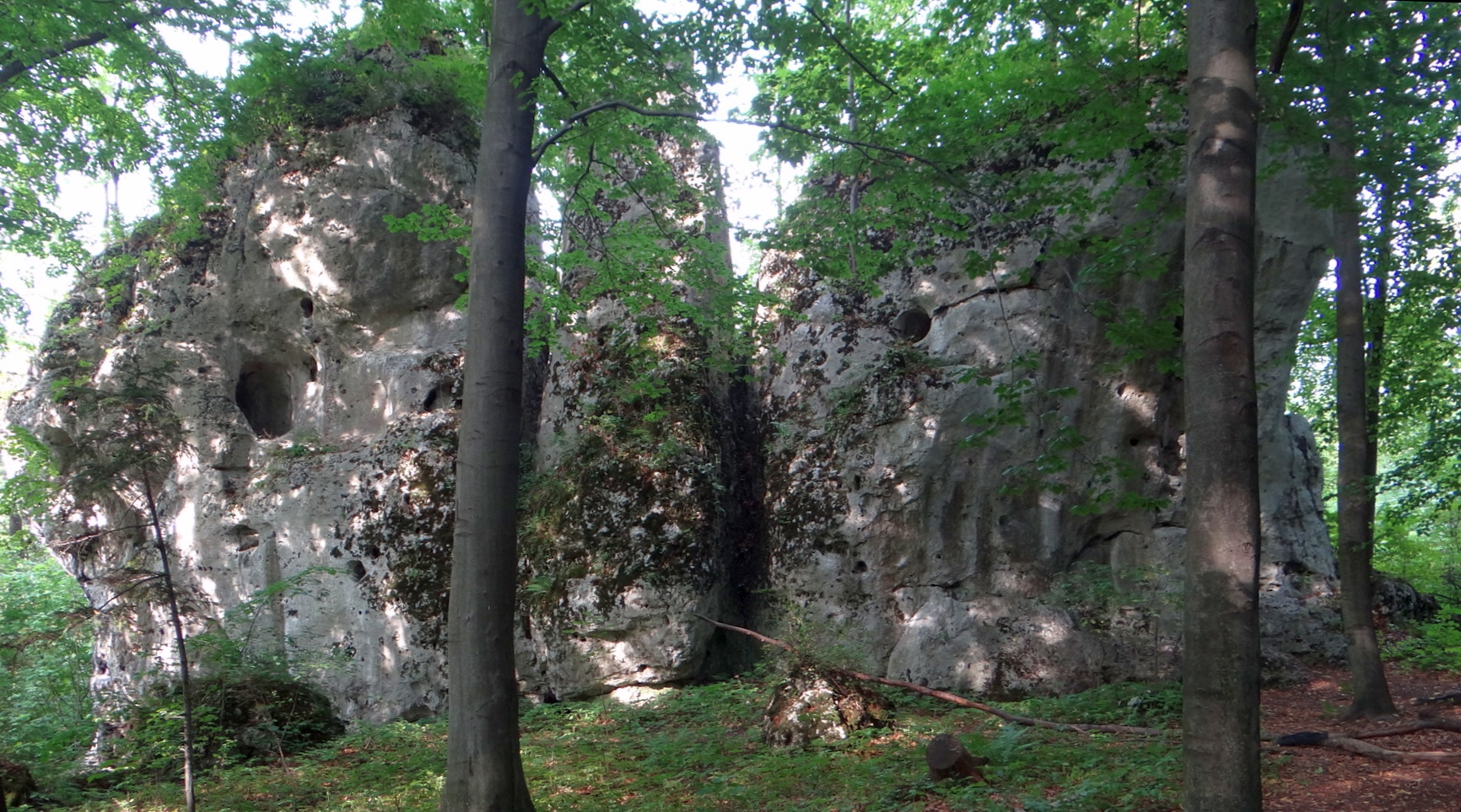
7 Projektów i Szczurek